# Max Reinhart (Eishockeyspieler)
Maxwell „Max“ Reinhart (* 4. Februar 1992 in North Vancouver, British Columbia) ist ein ehemaliger kanadischer Eishockeyspieler. Der Center bestritt 23 Partien für die Calgary Flames in der National Hockey League (NHL), kam jedoch in seiner vergleichsweise kurzen aktiven Karriere überwiegend in Minor Leagues zum Einsatz. Er ist der Sohn des ehemaligen NHL-Profis Paul Reinhart, während seine Brüder Griffin und Sam ebenfalls als Eishockeyspieler aktiv sind.

## Karriere
Reinhart wurde beim WHL Bantam Draft 2007 an 86. Position von den Kootenay Ice gewählt, für die er ab 2008 in der Western Hockey League spielte. Beim NHL Entry Draft 2010 wurde er in der dritten Runde an 64. Stelle von den Calgary Flames ausgewählt. In der Saison 2010/11 gewann Reinhart mit Kootenay die WHL-Meisterschaft, nachdem er mit 15 Toren bester Torschütze der Playoffs war. Im Juli 2011 unterschrieb er einen Dreijahresvertrag bei den Calgary Flames.
Nach Abschluss seiner Juniorenzeit kam er in der Saison 2012/13 für die Abbotsford Heat, dem Farmteam der Flames, in der American Hockey League zum Einsatz. Im April 2013 wurde er in den Kader der Flames berufen, für die er seine ersten Spiele in der National Hockey League absolvierte. In der Saison 2013/14 wurde er im November 2013 erneut in den NHL-Kader berufen.
Im Juli 2015 wurde Reinhart im Tausch gegen ein erfolgsabhängiges Viertrunden-Wahlrecht im NHL Entry Draft 2016 an die Nashville Predators abgegeben. In der Saison 2015/16 kam er ausschließlich für die Kooperationsmannschaft der Predators in der American Hockey League (AHL), die Milwaukee Admirals, zum Einsatz.
Am 6. Juni 2016 gaben die Kölner Haie aus der Deutschen Eishockey Liga (DEL) Reinharts Verpflichtung bekannt. Am 23. März 2017 gaben die Kölner Haie bekannt, dass der auslaufende Vertrag mit Reinhart nicht verlängert würde. Er kehrte daraufhin nach Nordamerika zurück und unterzeichnete im Juli einen Zwei-Wege-Vertrag bei den Ottawa Senators. In der Saison 2017/18 kam er ausschließlich in der AHL bei den Belleville Senators zum Einsatz, bevor er im Sommer 2018 keinen weiterführenden Vertrag erhielt. Dies bedeutete in der Folge das vergleichsweise frühe Ende seiner aktiven Karriere.

### International
Reinhart nahm für das Team Canada Pacific an der World U-17 Hockey Challenge 2009 teil und gewann mit seinem Team die Silbermedaille. Für Kanada spielte er bei der U18-Weltmeisterschaft 2010 und war dort mit 39 Strafminuten aus sechs Spielen Führender der Strafzeitenwertung.

## Erfolge und Auszeichnungen
- 2011 Ed-Chynoweth-Cup-Gewinn mit den Kootenay Ice
- 2012 WHL East Second All-Star Team

### International
- 2009 Silbermedaille bei der World U-17 Hockey Challenge

## Karrierestatistik

### International
(Legende zur Spielerstatistik: Sp oder GP = absolvierte Spiele; T oder G = erzielte Tore; V oder A = erzielte Assists; Pkt oder Pts = erzielte Scorerpunkte; SM oder PIM = erhaltene Strafminuten; +/− = Plus/Minus-Bilanz; PP = erzielte Überzahltore; SH = erzielte Unterzahltore; GW = erzielte Siegtore; 1 Play-downs/Relegation; Kursiv: Statistik nicht vollständig)